# Eileen Brennan
Pour les articles homonymes, voir Brennan.
Eileen Brennan est une actrice américaine, née le 3 septembre 1932 à Los Angeles et morte le 28 juillet 2013 à Burbank.

## Biographie
Née en Californie d'un père médecin, John Gérard Brennan, et d'une mère actrice, Régina Manahan, elle fait ses études à l'université de Georgetown à Washington.
Elle fait ses débuts au cinéma en 1967 dans la comédie satirique Divorce à l'américaine. En 1980, elle est nommée aux Oscars dans la catégorie meilleur second rôle féminin pour son rôle dans La Bidasse (Private Benjamin). Elle joue également dans l'adaptation télévisée et est récompensée par un Emmy Award.
Elle meurt à 80 ans, le 28 juillet 2013 d'un cancer de la vessie.

### Vie privée
Eileen Brennan a été mariée au poète et photographe David John Lampson de 1968 à 1974. Le couple a eu deux fils : Patrick, né le 25 décembre 1972, et Samuel John, né en 1974.

## Filmographie

### Cinéma
- 1967 : Divorce à l'américaine (Divorce American Style) de Bud Yorkin : Eunice Tase
- 1969 : Hello, Dolly! : Irene Molloy
- 1971 : La Dernière Séance (The Last Picture Show) de Peter Bogdanovich : Genevieve'
- 1973 : L'Épouvantail (Scarecrow) de Jerry Schatzberg : Darlene
- 1973 : L'Arnaque (The Sting) de George Roy Hill : Billie
- 1974 : Come Die with Me
- 1974 : Daisy Miller de Peter Bogdanovich : Mrs. Walker
- 1975 : Enfin l'amour (At Long Last Love) de Peter Bogdanovich : Elizabeth
- 1975 : La Cité des dangers (Hustle) de Robert Aldrich : Paula Hollinger
- 1976 : Un cadavre au dessert (Murder by Death) de Robert Moore : Tess Skeffington
- 1977 : La Dernière Route (The Last of the Cowboys) de John Leone : Penelope

- 1978 : Modulation de fréquence (FM) de John A. Alonzo : la mère
- 1978 : Le Privé de ces dames (The Cheap Detective) de Robert Moore : Betty DeBoop
- 1980 : La Bidasse (Private Benjamin) de Howard Zieff : capitaine Doreen Lewis
- 1982 : Pandemonium de Alfred Sole : la mère de Candy

- 1983 : The Funny Farm de Ron Clark : Gail Corbin
- 1985 : Cluedo (Clue) de Jonathan Lynn : Mme Pervenche

- 1988 : Sticky Fingers (en) de Catlin Adams : Stella
- 1988 : The New Adventures of Pippi Longstocking de Ken Annakin : Miss Bannister
- 1988 : Rented Lips de Robert Downey : la réceptionniste
- 1989 : It Had to Be You : Judith

- 1990 : Stella de John Erman : Mrs. Wilkerson(voix)

- 1990 : Texasville de Peter Bogdanovich : Genevieve Morgan
- 1990 : La Fièvre d'aimer (White Palace) de Luis Mandoki : Judy
- 1991 : Joey Takes a Cab
- 1992 : I Don't Buy Kisses Anymore de Robert Marcarelli : Frieda
- 1994 : Nunzio's Second Cousin : Mrs. Randazzo
- 1995 : Reckless : sœur Margaret
- 1997 : Boys Life 2 : Mrs. Randozza (segment Nunzio's Second Cousin)
- 1997 : Un nouveau départ (Changing Habits) de Lynn Roth : la mère supérieure
- 1998 : Pants on Fire : Mom
- 1999 : The Last Great Ride de Ralph Portillo : Pamela Applegate
- 2000 : Moonglow
- 2001 : Dumb Luck : Minnie Hitchcock
- 2001 : Jeepers Creepers : Le Chant du diable (Jeepers Creepers) : la femme aux chats
- 2002 : Comic Book Villains (vidéo) : Mrs. Cresswell
- 2003 : Treize à la douzaine (Cheaper by the Dozen) : Mrs. Drucker
- 2004 : The Hollow : Joan Van Etten
- 2004 : Interdit d'aimer, court-métrage de Zara McDowell : Patty Wise
- 2005 : The Amateurs : Mrs. Cherkiss
- 2005 : Miss FBI : Divinement armée (Miss Congeniality 2: Armed & Fabulous) : Carol Fields
- 2008 : The Kings of Appletown : tante Birdy

### Télévision

#### Téléfilms
- 1966 : The Star Wagon : Hallie
- 1972 : Playmates : Amy
- 1973 : The Blue Knight (en) de Robert Butler : Glenda
- 1974 : Nourish the Beast : Baba Goya
- 1975 : My Father's House : Mrs. Lindholm Sr.
- 1975 : Knuckle
- 1975 : La Nuit qui terrifia l'Amérique (The Night That Panicked America) : Ann Muldoon
- 1977 : The Death of Richie : Carol Werner

- 1979 : When She Was Bad... : Mary Jensen
- 1979 : My Old Man : Marie
- 1981 : When the Circus Came to Town : Jessy
- 1981 : Incident à Crestridge (Incident at Crestridge) : Sara Davis
- 1982 : Kraft Salutes Walt Disney World's 10th Anniversary : Angelique Lane
- 1982 : Working : la laitière
- 1985 : The History of White People in America
- 1985 : The Fourth Wise Man (pt) : Judith
- 1986 : The History of White People in America: Volume II
- 1986 : Babes in Toyland : Mrs. Piper / Widow Hubbard
- 1987 : Le Serment du sang (Blood Vows: The Story of a Mafia Wife) : Sylvia
- 1988 : Going to the Chapel : Maude
- 1991 : Petite Fleur (Blossom) : Agnes
- 1991 : Jusqu'à ce que le crime nous sépare (Deadly Intentions... Again?) : Charlotte
- 1992 : Taking Back My Life: The Nancy Ziegenmeyer Story : Vicky Martin
- 1993 : Un meurtre si doux (Poisoned by Love: The Kern County Murders) : Martha Catlin
- 1993 : Precious Victims : Minnie Gray
- 1994 : Une femme en péril (My Name Is Kate) : Barbara Mannix
- 1994 : In Search of Dr. Seuss : The Who-Villian
- 1994 : Retour vers le passé (Take Me Home Again) : Sada
- 1995 : Deux mamans sur la route (Trail of Tears) : Clara
- 1995 : Un vendredi dingue (Freaky Friday) : la principale Handel
- 1996 : Si les murs parlaient (If These Walls Could Talk) : Tessie (segment 1996)
- 1997 : Une fée bien allumée (Toothless) : Joe #1

#### Séries télévisées
- 1977 : All That Glitters : Ma Packer
- 1978 : Black Beauty : Annie Gray
- 1979 : 13 Queens Boulevard : Felecia Winters
- 1979 : A New Kind of Family : Kit Flanagan
- 1981 : Private Benjamin : capitaine Doreen Lewis
- 1984 : Off the Rack : Kate Halloran
- 1990 : Gravedale High : Miss Dirge